# العویلیه
العویلیه (به عربی: العویلیة) یک منطقهٔ مسکونی در لیبی است که در استان مرج واقع شده‌است. العویلیه ۷٬۵۰۸ نفر جمعیت دارد.